# Fear No Evil (album de Doro)
Pour les articles homonymes, voir Fear No Evil.
Albums de Doro
Warrior Soul
(2006) Raise Your Fist
(2012)
Fear No Evil est le 10e album studio de Doro sorti le 23 janvier 2009. La chanson Walking With The Angels est un duo avec la soprano finlandaise Tarja Turunen.

## Liste des titres
| No  | Titre                             | Auteur                    | Durée |
| --- | --------------------------------- | ------------------------- | ----- |
| 1.  | The Night of the Warlock          | Doro Pesch, Chris Lietz   | 5:43  |
| 2.  | Running from the Devil            | Doro Pesch, Andreas Bruhn | 3:36  |
| 3.  | Celebrate                         | Doro Pesch, Joey Balin    | 4:54  |
| 4.  | Caught in a Battle                | Doro Pesch, Andreas Bruhn | 3:09  |
| 5.  | Herzblut                          | Doro Pesch, Andreas Bruhn | 4:39  |
| 6.  | On the Run                        | Doro Pesch, Chris Lietz   | 4:41  |
| 7.  | Walking with the Angels           | Doro Pesch, Joey Balin    | 4:54  |
| 8.  | I Lay My Head Upon My Sword       | Doro Pesch                | 3:36  |
| 9.  | It Kills Me                       | Doro Pesch, Andreas Bruhn | 4:28  |
| 10. | Long Lost for Love                | Doro Pesch, Joe Taylor    | 3:26  |
| 11. | 25 Years                          | Doro Pesch, Andreas Bruhn | 4:47  |
| 12. | Wildfire (Bonus digipack)         | Doro Pesch, Andreas Bruhn | 4:15  |
| 13. | You Won My Love (Bonus digipack)  | Doro Pesch, Nick Douglas  | 4:13  |
| 14. | Herzblut (Vidéo) (Bonus digipack) | Doro Pesch, Andreas Bruhn | 4:39  |

## Composition du groupe
- Doro Pesch - chants
- Joe Taylor - guitare
- Nick Douglas - basse
- Johnny Dee - batterie
- Oliver Palotai - claviers